# Bonita Norris
 (avril 2025).
Pour les articles homonymes, voir Norris.
Bonita Norris (née en 1987) est la plus jeune britannique à atteindre le sommet du mont Everest à l'âge de 22 ans, en mai 2010. En Mai 2012, son record a été battu par Leanna Shuttleworth, âgée de 19 ans.
En 2011, Bonita Norris gravit l'Ama Dablam avec Lhakpa Wongchu Sherpa. Elle retourne en Himalaya en 2012, pour tenter l'ascension du Lhotse. Elle atteint le sommet le 28 mai 2012, devenant ainsi la troisième femme britannique à y parvenir. En 2016, elle tente, sans succès, l'ascension du K2,

## Expéditions et ascensions notables
- Everest, 8848 m (2010)

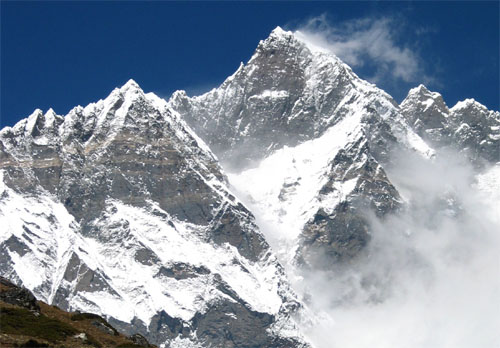
le Lhotse en 2007

- Expédition à ski de dernière minute au pôle Nord géographique (2011)
- Ama Dablam, 6812 m (2011)
- Mont Kilimandjaro, 5995m (2011)
- Imja Tse (pic de l'île), 6189 m (2012)
- Mont Kilimandjaro, 5995m (2012)
- Lhotse, 8516 m (2012)[6]

## Livres
En 2017, Bonita publie ses mémoires, The Girl Who Climbed Everest, chez Hodder & Stoughton. La version poche atteint la première place du classement des livres d'alpinisme d'Amazon en 2022.

## Vie privée
Bonita fréquente l'école Holt, située à Wokingham, dans le Berkshire, en Angleterre. Elle étudie ensuite à Royal Holloway (université de Londres), et obtient en 2009 un BA en arts médiatiques.
Bonita a deux enfants et vit à Londres avec son mari, l'ancien grimpeur de compétition, Adrian Baxter.